# Leonie Daubermann
Leonie Daubermann (* 23. September 1999) ist eine deutsche Mountainbikerin, die im Cross-Country aktiv ist.

## Sportlicher Werdegang
Bereits im Nachwuchsbereich gehörte Daubermann zu den besten deutschen Mountainbikerinnen. Von 2013 bis 2016 wurde sie jeweils Deutsche Meisterin im Cross-Country in ihrer Altersklasse, zuletzt 2016 bei den Junioren. 2017 wurde sie für die UCI-Mountainbike-Weltmeisterschaften nominiert und belegte bei den Junioren den 10. Platz.
2018 gewann sie den Black Forest ULTRA Bike Marathon, 2020 wurde sie Deutsche Vizemeisterin im Mountainbike-Marathon XCM. Seit 2020 startet sie auch regelmäßig im UCI-Mountainbike-Weltcup in der U23, ihre bisher beste Platzierung erzielte 2021 sie als Dritte in Les Gets. Bei den Deutschen Mountainbike-Meisterschaften 2021 startete sie im olympischen Cross-Country XCO bereits in der Elite und wurde überraschend Deutsche Meisterin.
In der Saison 2022 verteidigte sie erfolgreich ihren Meistertitel im olympischen Cross-Country. Zusätzlich wurde sie in Titisee-Neustadt auch Deutsche Meisterin im Short Track. Im Weltcup startete sie erstmals in der Elite, ihr bestes Saisonergebnis war der 13. Platz in Leogang. 2023 verteidigte sie beide Titel erfolgreich. Bei den Weltmeisterschaften wurde sie 16. im Short Track und 13. über die olympische Distanz. 

## Familie
Ihre ältere Schwester Antonia Daubermann und jüngere Schwester Luisa Daubermann sind ebenfalls professionelle Mountainbikerinnen und im Cross-Country aktiv.

## Erfolge
2013
- Deutsche Meisterin (Schüler) – Cross-Country XCO
- Europameisterin (Schüler) – Cross-Country XCO

2014
- Deutsche Meisterin (Jugend) – Cross-Country XCO

2015
- Deutsche Meisterin (Jugend) – Cross-Country XCO

2016
- Deutsche Meisterin (Junioren) – Cross-Country XCO

2021
- Deutsche Meisterin – Cross-Country XCO
- Gesamtwertung UCI Weltcup U23

2022
- Deutsche Meisterin – Cross-Country XCO
- Deutsche Meisterin – Short Track XCC

2023
 Deutsche Meisterin – Cross Country XCO
 Deutsche Meisterin – Short Track XCC
2024
 Deutsche Meisterin – Cross-Country XCM